# DFB-Pokal 2009/10
Het seizoen 2009/10 van de DFB-Pokal (mannen) begon op 31 juli en eindigde op 15 mei met de finale in het Olympiastadion.
De titelverdediger was Werder Bremen. Recordbekerwinnaar Bayern München veroverde voor de vijftiende keer de beker door Werder Bremen met 4-0 te verslaan. Zowel de bekerwinnaar als de finalist plaatsten zich via de competitie voor de Champions League, de plaats in de UEFA Europa League 2010/11 die via de DFB-Pokal kon worden ingevuld wordt ingenomen door de nummer zes van de competitie.

## Deelname
In totaal 64 clubs waren gerechtigd deel te nemen aan deze 67e editie van dit voetbalbekertoernooi (inclusief de Tschammer-beker). Dit waren de 18 Bundesliga-clubs, de 18 clubs van de 2. Bundesliga, De eerste vier clubs van de 3. Liga, de 21 bekerwinnaars van de Landesverbände en de drie bekerfinalisten van Beieren, Neder-Saksen en Westfalen van het seizoen 2008/09.

## Eerste ronde
De Loting vond plaats op 27 juni. De wedstrijden werden gespeeld van 31 juli tot en met 3 augustus.
|                     |                  |         |                     | |
| 31 juli 20:30 UTC+2 | SV Babelsberg 03 | 0 – 1   | Bayer 04 Leverkusen | Stadion: Karl-Liebknecht-Stadion, Potsdam Toeschouwers: 6.100 Scheidsrechter: Robert Hartmann (Ingolstadt) |
| 31 juli 20:30 UTC+2 |                  | Verslag | Derdiyok 67'        | Stadion: Karl-Liebknecht-Stadion, Potsdam Toeschouwers: 6.100 Scheidsrechter: Robert Hartmann (Ingolstadt) |
| 31 juli 20:30 UTC+2 |                  |         |                     | Stadion: Karl-Liebknecht-Stadion, Potsdam Toeschouwers: 6.100 Scheidsrechter: Robert Hartmann (Ingolstadt) |
| 31 juli 20:30 UTC+2 |                  |         |                     | Stadion: Karl-Liebknecht-Stadion, Potsdam Toeschouwers: 6.100 Scheidsrechter: Robert Hartmann (Ingolstadt) |
|                     |                  |         |                     | |

|                     |                        |         |                       | |
| 31 juli 20:30 UTC+2 | Eintracht Braunschweig | 0 – 1   | 1. FC Kaiserslautern  | Stadion: Eintracht-Stadion, Braunschweig Toeschouwers: 20.000 Scheidsrechter: Peter Gagelmann (Bremen) |
| 31 juli 20:30 UTC+2 |                        | Verslag | Nemec 62'Iličević 35' | Stadion: Eintracht-Stadion, Braunschweig Toeschouwers: 20.000 Scheidsrechter: Peter Gagelmann (Bremen) |
| 31 juli 20:30 UTC+2 |                        |         |                       | Stadion: Eintracht-Stadion, Braunschweig Toeschouwers: 20.000 Scheidsrechter: Peter Gagelmann (Bremen) |
| 31 juli 20:30 UTC+2 |                        |         |                       | Stadion: Eintracht-Stadion, Braunschweig Toeschouwers: 20.000 Scheidsrechter: Peter Gagelmann (Bremen) |
|                     |                        |         |                       | |

|                     |                  |         |                      |                                                                                               |
| 31 juli 20:30 UTC+2 | FC Ingolstadt 04 | 1 – 2   | FC Augsburg          | Stadion: Tuja-Stadion, Ingolstadt Toeschouwers: 6.000 Scheidsrechter: Tobias Welz (Wiesbaden) |
| 31 juli 20:30 UTC+2 | Braber 73'       | Verslag | Ndjeng 13' Thurk 28' | Stadion: Tuja-Stadion, Ingolstadt Toeschouwers: 6.000 Scheidsrechter: Tobias Welz (Wiesbaden) |
| 31 juli 20:30 UTC+2 |                  |         |                      | Stadion: Tuja-Stadion, Ingolstadt Toeschouwers: 6.000 Scheidsrechter: Tobias Welz (Wiesbaden) |
| 31 juli 20:30 UTC+2 |                  |         |                      | Stadion: Tuja-Stadion, Ingolstadt Toeschouwers: 6.000 Scheidsrechter: Tobias Welz (Wiesbaden) |
|                     |                  |         |                      |                                                                                               |

|             |                      |                       |                 |                                                                                          |
| 20:30 UTC+2 | VfB Lübeck           | 2 – 1 (na verlenging) | 1. FSV Mainz 05 | Stadion: Lohmühle, Lübeck Toeschouwers: 7.800 Scheidsrechter: Thorsten Schriever (Dorum) |
| 20:30 UTC+2 | Schrum 56' Sachs 95' | Verslag               | Bungert 19'     | Stadion: Lohmühle, Lübeck Toeschouwers: 7.800 Scheidsrechter: Thorsten Schriever (Dorum) |
| 20:30 UTC+2 |                      |                       |                 | Stadion: Lohmühle, Lübeck Toeschouwers: 7.800 Scheidsrechter: Thorsten Schriever (Dorum) |
| 20:30 UTC+2 |                      |                       |                 | Stadion: Lohmühle, Lübeck Toeschouwers: 7.800 Scheidsrechter: Thorsten Schriever (Dorum) |
|             |                      |                       |                 |                                                                                          |

|             |                               |         |               | |
| 20:30 UTC+2 | VfL Osnabrück                 | 2 – 1   | Hansa Rostock | Stadion: Osnatel-Arena, Osnabrück Toeschouwers: 10.550 Scheidsrechter: Norbert Grudzinski (Hamburg) |
| 20:30 UTC+2 | Reichenberger 57' Schmidt 90' | Verslag | Schied 75'    | Stadion: Osnatel-Arena, Osnabrück Toeschouwers: 10.550 Scheidsrechter: Norbert Grudzinski (Hamburg) |
| 20:30 UTC+2 |                               |         |               | Stadion: Osnatel-Arena, Osnabrück Toeschouwers: 10.550 Scheidsrechter: Norbert Grudzinski (Hamburg) |
| 20:30 UTC+2 |                               |         |               | Stadion: Osnatel-Arena, Osnabrück Toeschouwers: 10.550 Scheidsrechter: Norbert Grudzinski (Hamburg) |
|             |                               |         |               | |

|             |                    |         |                                         |                                                                                                |
| 20:30 UTC+2 | SV Wehen Wiesbaden | 1 – 4   | VfL Wolfsburg                           | Stadion: BRITA-Arena, Wiesbaden Toeschouwers: 7.433 Scheidsrechter: Deniz Aytekin (Oberasbach) |
| 20:30 UTC+2 | Bohl 62'           | Verslag | Grafite 25' Misimović 41' 56' Džeko 51' | Stadion: BRITA-Arena, Wiesbaden Toeschouwers: 7.433 Scheidsrechter: Deniz Aytekin (Oberasbach) |
| 20:30 UTC+2 |                    |         |                                         | Stadion: BRITA-Arena, Wiesbaden Toeschouwers: 7.433 Scheidsrechter: Deniz Aytekin (Oberasbach) |
| 20:30 UTC+2 |                    |         |                                         | Stadion: BRITA-Arena, Wiesbaden Toeschouwers: 7.433 Scheidsrechter: Deniz Aytekin (Oberasbach) |
|             |                    |         |                                         |                                                                                                |

|             |                |         |                                   | |
| 15:30 UTC+2 | Dynamo Dresden | 0 – 3   | 1. FC Nürnberg                    | Stadion: Rudolf-Harbig-Stadion, Dresden Toeschouwers: 15.460 Scheidsrechter: Lutz Wagner (Kriftel) |
| 15:30 UTC+2 |                | Verslag | Kluge 12' Mintál 25' Gündogan 53' | Stadion: Rudolf-Harbig-Stadion, Dresden Toeschouwers: 15.460 Scheidsrechter: Lutz Wagner (Kriftel) |
| 15:30 UTC+2 |                |         |                                   | Stadion: Rudolf-Harbig-Stadion, Dresden Toeschouwers: 15.460 Scheidsrechter: Lutz Wagner (Kriftel) |
| 15:30 UTC+2 |                |         |                                   | Stadion: Rudolf-Harbig-Stadion, Dresden Toeschouwers: 15.460 Scheidsrechter: Lutz Wagner (Kriftel) |
|             |                |         |                                   | |

|             |                 |         |                                    |                                                                                               |
| 15:30 UTC+2 | Kickers Emden   | 0 – 3   | 1. FC Köln                         | Stadion: Embdena-Stadion, Emden Toeschouwers: 7.200 Scheidsrechter: Christian Fischer (Hemer) |
| 15:30 UTC+2 | Menzel 37', 54' | Verslag | Mohamad 37' Sanou 59' Podolski 88' | Stadion: Embdena-Stadion, Emden Toeschouwers: 7.200 Scheidsrechter: Christian Fischer (Hemer) |
| 15:30 UTC+2 |                 |         |                                    | Stadion: Embdena-Stadion, Emden Toeschouwers: 7.200 Scheidsrechter: Christian Fischer (Hemer) |
| 15:30 UTC+2 |                 |         |                                    | Stadion: Embdena-Stadion, Emden Toeschouwers: 7.200 Scheidsrechter: Christian Fischer (Hemer) |
|             |                 |         |                                    |                                                                                               |

|             |               |         |                            | |
| 15:30 UTC+2 | SV Elversberg | 0 – 2   | SC Freiburg                | Stadion: Waldstadion an der Kaiserlinde, Spiesen-Elversberg Toeschouwers: 3.500 Scheidsrechter: Florian Steuer (Menden) |
| 15:30 UTC+2 |               | Verslag | Butscher 30' Reisinger 83' | Stadion: Waldstadion an der Kaiserlinde, Spiesen-Elversberg Toeschouwers: 3.500 Scheidsrechter: Florian Steuer (Menden) |
| 15:30 UTC+2 |               |         |                            | Stadion: Waldstadion an der Kaiserlinde, Spiesen-Elversberg Toeschouwers: 3.500 Scheidsrechter: Florian Steuer (Menden) |
| 15:30 UTC+2 |               |         |                            | Stadion: Waldstadion an der Kaiserlinde, Spiesen-Elversberg Toeschouwers: 3.500 Scheidsrechter: Florian Steuer (Menden) |
|             |               |         |                            | |

|             |                   |         |                          | |
| 15:30 UTC+2 | FSV Frankfurt     | 1 – 2   | Borussia Mönchengladbach | Stadion: Frankfurter Volksbank Stadion, Frankfurt am Main Toeschouwers: 9.742 Scheidsrechter: Thorsten Kinhöfer (Herne) |
| 15:30 UTC+2 | Ross 72'Simac 47' | Verslag | Arango 27' Colautti 59'  | Stadion: Frankfurter Volksbank Stadion, Frankfurt am Main Toeschouwers: 9.742 Scheidsrechter: Thorsten Kinhöfer (Herne) |
| 15:30 UTC+2 |                   |         |                          | Stadion: Frankfurter Volksbank Stadion, Frankfurt am Main Toeschouwers: 9.742 Scheidsrechter: Thorsten Kinhöfer (Herne) |
| 15:30 UTC+2 |                   |         |                          | Stadion: Frankfurter Volksbank Stadion, Frankfurt am Main Toeschouwers: 9.742 Scheidsrechter: Thorsten Kinhöfer (Herne) |
|             |                   |         |                          | |

|             |                 |         |                  |                                                                                                   |
| 15:30 UTC+2 | SC Paderborn 07 | 0 – 1   | TSV 1860 München | Stadion: Energieteam-Arena, Paderborn Toeschouwers: 8.116 Scheidsrechter: Guido Winkmann (Kerken) |
| 15:30 UTC+2 |                 | Verslag | Felhi 24'        | Stadion: Energieteam-Arena, Paderborn Toeschouwers: 8.116 Scheidsrechter: Guido Winkmann (Kerken) |
| 15:30 UTC+2 |                 |         |                  | Stadion: Energieteam-Arena, Paderborn Toeschouwers: 8.116 Scheidsrechter: Guido Winkmann (Kerken) |
| 15:30 UTC+2 |                 |         |                  | Stadion: Energieteam-Arena, Paderborn Toeschouwers: 8.116 Scheidsrechter: Guido Winkmann (Kerken) |
|             |                 |         |                  |                                                                                                   |

|             |                              |       |                                          | |
| 15:30 UTC+2 | SG Sonnenhof Großaspach      | 1 – 4 | VfB Stuttgart                            | Stadion: Frankenstadion, Heilbronn Toeschouwers: 15.000 Scheidsrechter: Michael Kempter (Sauldorf) |
| 15:30 UTC+2 | Ismaili 37'Aupperle 43', 90' |       | Hitzlsperger 55' Cacau 62' Simak 66' 88' | Stadion: Frankenstadion, Heilbronn Toeschouwers: 15.000 Scheidsrechter: Michael Kempter (Sauldorf) |
| 15:30 UTC+2 |                              |       |                                          | Stadion: Frankenstadion, Heilbronn Toeschouwers: 15.000 Scheidsrechter: Michael Kempter (Sauldorf) |
| 15:30 UTC+2 |                              |       |                                          | Stadion: Frankenstadion, Heilbronn Toeschouwers: 15.000 Scheidsrechter: Michael Kempter (Sauldorf) |
|             |                              |       |                                          | |

|             |                    |         |                                       | |
| 15:30 UTC+2 | SpVgg Unterhaching | 0 – 3   | Arminia Bielefeld                     | Stadion: Generali Sportpark, Unterhaching Toeschouwers: 2.250 Scheidsrechter: Christian Dingert (Thallichtenberg) |
| 15:30 UTC+2 |                    | Verslag | Halfar 32' Katongo 45+1' Federico 52' | Stadion: Generali Sportpark, Unterhaching Toeschouwers: 2.250 Scheidsrechter: Christian Dingert (Thallichtenberg) |
| 15:30 UTC+2 |                    |         |                                       | Stadion: Generali Sportpark, Unterhaching Toeschouwers: 2.250 Scheidsrechter: Christian Dingert (Thallichtenberg) |
| 15:30 UTC+2 |                    |         |                                       | Stadion: Generali Sportpark, Unterhaching Toeschouwers: 2.250 Scheidsrechter: Christian Dingert (Thallichtenberg) |
|             |                    |         |                                       | |

|             |                             |         |                                   | |
| 15:30 UTC+2 | SpVgg Weiden                | 1 – 3   | Borussia Dortmund                 | Stadion: Stadion am Wasserwerk, Weiden Toeschouwers: 10.000 Scheidsrechter: Tobias Stieler (Obertshausen) |
| 15:30 UTC+2 | Mendez 79'Schrepel 62', 86' | Verslag | Barrios 24' Şahin 46' Zidan 90+2' | Stadion: Stadion am Wasserwerk, Weiden Toeschouwers: 10.000 Scheidsrechter: Tobias Stieler (Obertshausen) |
| 15:30 UTC+2 |                             |         |                                   | Stadion: Stadion am Wasserwerk, Weiden Toeschouwers: 10.000 Scheidsrechter: Tobias Stieler (Obertshausen) |
| 15:30 UTC+2 |                             |         |                                   | Stadion: Stadion am Wasserwerk, Weiden Toeschouwers: 10.000 Scheidsrechter: Tobias Stieler (Obertshausen) |
|             |                             |         |                                   | |

|             |                        |         |                             | |
| 19:30 UTC+2 | Tennis Borussia Berlin | 0 – 2   | Karlsruher SC               | Stadion: Friedrich Ludwig Jahn Sportpark, Berlijn Toeschouwers: 2.643 Scheidsrechter: Sascha Thielert (Buchholz in der Nordheide) |
| 19:30 UTC+2 |                        | Verslag | Buck 35' Neubert 82' (o.g.) | Stadion: Friedrich Ludwig Jahn Sportpark, Berlijn Toeschouwers: 2.643 Scheidsrechter: Sascha Thielert (Buchholz in der Nordheide) |
| 19:30 UTC+2 |                        |         |                             | Stadion: Friedrich Ludwig Jahn Sportpark, Berlijn Toeschouwers: 2.643 Scheidsrechter: Sascha Thielert (Buchholz in der Nordheide) |
| 19:30 UTC+2 |                        |         |                             | Stadion: Friedrich Ludwig Jahn Sportpark, Berlijn Toeschouwers: 2.643 Scheidsrechter: Sascha Thielert (Buchholz in der Nordheide) |
|             |                        |         |                             | |

|             |                                       |                                  |                                              |                                                                                          |
| 19:30 UTC+2 | Wacker Burghausen                     | 1 – 1 (na verlenging) 4 – 5 pen. | Rot Weiss Ahlen                              | Stadion: Wacker Arena, Burghausen Toeschouwers: 3.500 Scheidsrechter: Marco Fritz (Korb) |
| 19:30 UTC+2 | El Haj Ali 115'                       | Verslag                          | Döring 105'                                  | Stadion: Wacker Arena, Burghausen Toeschouwers: 3.500 Scheidsrechter: Marco Fritz (Korb) |
| 19:30 UTC+2 | Strafschoppen                         |                                  |                                              | Stadion: Wacker Arena, Burghausen Toeschouwers: 3.500 Scheidsrechter: Marco Fritz (Korb) |
| 19:30 UTC+2 | Belleri Traut Burkhard Kresin Riemann |                                  | Mikolajczak Bröker Busch Omodiagbe Reichwein | Stadion: Wacker Arena, Burghausen Toeschouwers: 3.500 Scheidsrechter: Marco Fritz (Korb) |
|             |                                       |                                  |                                              |                                                                                          |

|             |                 |         |                           | |
| 19:30 UTC+2 | 1. FC Magdeburg | 1 – 3   | Energie Cottbus           | Stadion: MDCC-Arena, Maagdenburg Toeschouwers: 14.852 Scheidsrechter: Bibiana Steinhaus (Hannover) |
| 19:30 UTC+2 | Tüting 44'      | Verslag | Jula 4' Shao 37' Radu 82' | Stadion: MDCC-Arena, Maagdenburg Toeschouwers: 14.852 Scheidsrechter: Bibiana Steinhaus (Hannover) |
| 19:30 UTC+2 |                 |         |                           | Stadion: MDCC-Arena, Maagdenburg Toeschouwers: 14.852 Scheidsrechter: Bibiana Steinhaus (Hannover) |
| 19:30 UTC+2 |                 |         |                           | Stadion: MDCC-Arena, Maagdenburg Toeschouwers: 14.852 Scheidsrechter: Bibiana Steinhaus (Hannover) |
|             |                 |         |                           | |

|             |                 |                       |                                    | |
| 19:30 UTC+2 | Preußen Münster | 1 – 3 (na verlenging) | Hertha BSC                         | Stadion: Preußenstadion, Münster Toeschouwers: 18.000 Scheidsrechter: Frank Willenborg (Osnabrück) |
| 19:30 UTC+2 | Lorenz 53'      | Verslag               | Raffael 23' 120' Domovchiyski 118' | Stadion: Preußenstadion, Münster Toeschouwers: 18.000 Scheidsrechter: Frank Willenborg (Osnabrück) |
| 19:30 UTC+2 |                 |                       |                                    | Stadion: Preußenstadion, Münster Toeschouwers: 18.000 Scheidsrechter: Frank Willenborg (Osnabrück) |
| 19:30 UTC+2 |                 |                       |                                    | Stadion: Preußenstadion, Münster Toeschouwers: 18.000 Scheidsrechter: Frank Willenborg (Osnabrück) |
|             |                 |                       |                                    | |

|             |                  |         |                                                | |
| 19:30 UTC+2 | Germania Windeck | 0 – 4   | FC Schalke 04                                  | Stadion: RheinEnergieStadion, Keulen Toeschouwers: 20.000 Scheidsrechter: Jochen Drees (Münster-Sarmsheim) |
| 19:30 UTC+2 |                  | Verslag | Zambrano 10' Kurányi 43' Kenia 68' Höwedes 85' | Stadion: RheinEnergieStadion, Keulen Toeschouwers: 20.000 Scheidsrechter: Jochen Drees (Münster-Sarmsheim) |
| 19:30 UTC+2 |                  |         |                                                | Stadion: RheinEnergieStadion, Keulen Toeschouwers: 20.000 Scheidsrechter: Jochen Drees (Münster-Sarmsheim) |
| 19:30 UTC+2 |                  |         |                                                | Stadion: RheinEnergieStadion, Keulen Toeschouwers: 20.000 Scheidsrechter: Jochen Drees (Münster-Sarmsheim) |
|             |                  |         |                                                | |

|             |                    |         |                                         |                                                                                             |
| 14:30 UTC+2 | 1. FC Union Berlin | 0 – 5   | Werder Bremen                           | Stadion: Alte Försterei, Berlijn Toeschouwers: 18.955 Scheidsrechter: Felix Brych (München) |
| 14:30 UTC+2 |                    | Verslag | Sanogo 12' 25' Naldo 20' Moreno 84' 88' | Stadion: Alte Försterei, Berlijn Toeschouwers: 18.955 Scheidsrechter: Felix Brych (München) |
| 14:30 UTC+2 |                    |         |                                         | Stadion: Alte Försterei, Berlijn Toeschouwers: 18.955 Scheidsrechter: Felix Brych (München) |
| 14:30 UTC+2 |                    |         |                                         | Stadion: Alte Försterei, Berlijn Toeschouwers: 18.955 Scheidsrechter: Felix Brych (München) |
|             |                    |         |                                         |                                                                                             |

|             |                   |         |                                          |                                                                                                 |
| 14:30 UTC+2 | Concordia Hamburg | 0 - 4   | TuS Koblenz                              | Stadion: Stadion Hoheluft, Hamburg Toeschouwers: 1.103 Scheidsrechter: Daniel Siebert (Berlijn) |
| 14:30 UTC+2 |                   | Verslag | S. Kuqi 13' 68' Geißler 15' B. Lense 26' | Stadion: Stadion Hoheluft, Hamburg Toeschouwers: 1.103 Scheidsrechter: Daniel Siebert (Berlijn) |
| 14:30 UTC+2 |                   |         |                                          | Stadion: Stadion Hoheluft, Hamburg Toeschouwers: 1.103 Scheidsrechter: Daniel Siebert (Berlijn) |
| 14:30 UTC+2 |                   |         |                                          | Stadion: Stadion Hoheluft, Hamburg Toeschouwers: 1.103 Scheidsrechter: Daniel Siebert (Berlijn) |
|             |                   |         |                                          |                                                                                                 |

|              |                |         |                       | |
| 14:30 UTC +2 | FC Oberneuland | 0 - 2   | 1899 Hoffenheim       | Stadion: Sportpark Vinnenweg, Bremen Toeschouwers: 2.743 Scheidsrechter: Tobias Christ (Kaiserslautern) |
| 14:30 UTC +2 |                | Verslag | Edu 47' Maicosuel 53' | Stadion: Sportpark Vinnenweg, Bremen Toeschouwers: 2.743 Scheidsrechter: Tobias Christ (Kaiserslautern) |
| 14:30 UTC +2 |                |         |                       | Stadion: Sportpark Vinnenweg, Bremen Toeschouwers: 2.743 Scheidsrechter: Tobias Christ (Kaiserslautern) |
| 14:30 UTC +2 |                |         |                       | Stadion: Sportpark Vinnenweg, Bremen Toeschouwers: 2.743 Scheidsrechter: Tobias Christ (Kaiserslautern) |
|              |                |         |                       | |

|              |              |         |                                   |                                                                                              |
| 14:30 UTC +2 | VfB Speldorf | 0 - 3   | Rot-Weiß Oberhausen               | Stadion: Ruhrstadion, Mülheim Toeschouwers: 7.742 Scheidsrechter: Thomas Metzen (Mechernich) |
| 14:30 UTC +2 |              | Verslag | König 6' Terranova 51' Embers 67' | Stadion: Ruhrstadion, Mülheim Toeschouwers: 7.742 Scheidsrechter: Thomas Metzen (Mechernich) |
| 14:30 UTC +2 |              |         |                                   | Stadion: Ruhrstadion, Mülheim Toeschouwers: 7.742 Scheidsrechter: Thomas Metzen (Mechernich) |
| 14:30 UTC +2 |              |         |                                   | Stadion: Ruhrstadion, Mülheim Toeschouwers: 7.742 Scheidsrechter: Thomas Metzen (Mechernich) |
|              |              |         |                                   |                                                                                              |

|             |                 |                       |                    | |
| 14:30 UTC+2 | FC 08 Villingen | 0 - 2 (na verlenging) | FC St. Pauli       | Stadion: Friedengrund, Villingen-Schwenningen Toeschouwers: 8.300 Scheidsrechter: Christian Leicher (Weihmichl) |
| 14:30 UTC+2 |                 | Verslag               | Naki 105+1' 120+1' | Stadion: Friedengrund, Villingen-Schwenningen Toeschouwers: 8.300 Scheidsrechter: Christian Leicher (Weihmichl) |
| 14:30 UTC+2 |                 |                       |                    | Stadion: Friedengrund, Villingen-Schwenningen Toeschouwers: 8.300 Scheidsrechter: Christian Leicher (Weihmichl) |
| 14:30 UTC+2 |                 |                       |                    | Stadion: Friedengrund, Villingen-Schwenningen Toeschouwers: 8.300 Scheidsrechter: Christian Leicher (Weihmichl) |
|             |                 |                       |                    | |

|             |                 |         |                   |                                                                                               |
| 16:00 UTC+2 | Rot-Weiß Erfurt | 1 - 2   | MSV Duisburg      | Stadion: Steigerwaldstadion, Erfurt Toeschouwers: 7.074 Scheidsrechter: Günter Perl (Pullach) |
| 16:00 UTC+2 | Semmer 61'      | Verslag | Tararache 26' 69' | Stadion: Steigerwaldstadion, Erfurt Toeschouwers: 7.074 Scheidsrechter: Günter Perl (Pullach) |
| 16:00 UTC+2 |                 |         |                   | Stadion: Steigerwaldstadion, Erfurt Toeschouwers: 7.074 Scheidsrechter: Günter Perl (Pullach) |
| 16:00 UTC+2 |                 |         |                   | Stadion: Steigerwaldstadion, Erfurt Toeschouwers: 7.074 Scheidsrechter: Günter Perl (Pullach) |
|             |                 |         |                   |                                                                                               |

|             |                     |         |                                            |                                                                                                |
| 16:00 UTC+2 | Torgelower SV Greif | 1 - 4   | Alemannia Aachen                           | Stadion: Spartakusstadion, Torgelow Toeschouwers: 3.700 Scheidsrechter: Felix Zwayer (Berlijn) |
| 16:00 UTC+2 | Pankau 35'          | Verslag | Szukala 5' Auer 44' Nemeth 55' Oussalé 73' | Stadion: Spartakusstadion, Torgelow Toeschouwers: 3.700 Scheidsrechter: Felix Zwayer (Berlijn) |
| 16:00 UTC+2 |                     |         |                                            | Stadion: Spartakusstadion, Torgelow Toeschouwers: 3.700 Scheidsrechter: Felix Zwayer (Berlijn) |
| 16:00 UTC+2 |                     |         |                                            | Stadion: Spartakusstadion, Torgelow Toeschouwers: 3.700 Scheidsrechter: Felix Zwayer (Berlijn) |
|             |                     |         |                                            |                                                                                                |

|             |                |                       |                      |                                                                                                |
| 16:00 UTC+2 | Wormatia Worms | 0 - 1 (na verlenging) | SpVgg Greuther Fürth | Stadion: Wormatia-Stadion, Worms Toeschouwers: 4.828 Scheidsrechter: Robert Kempter (Sauldorf) |
| 16:00 UTC+2 |                | Verslag               | Allagui 119'         | Stadion: Wormatia-Stadion, Worms Toeschouwers: 4.828 Scheidsrechter: Robert Kempter (Sauldorf) |
| 16:00 UTC+2 |                |                       |                      | Stadion: Wormatia-Stadion, Worms Toeschouwers: 4.828 Scheidsrechter: Robert Kempter (Sauldorf) |
| 16:00 UTC+2 |                |                       |                      | Stadion: Wormatia-Stadion, Worms Toeschouwers: 4.828 Scheidsrechter: Robert Kempter (Sauldorf) |
|             |                |                       |                      |                                                                                                |

|             |                    |         |                |                                                                                           |
| 17:30 UTC+2 | Sportfreunde Lotte | 0 - 1   | VfL Bochum     | Stadion: PGW Arena, Lotte Toeschouwers: 4.408 Scheidsrechter: Christian Bandurski (Essen) |
| 17:30 UTC+2 |                    | Verslag | Klimowicz 119' | Stadion: PGW Arena, Lotte Toeschouwers: 4.408 Scheidsrechter: Christian Bandurski (Essen) |
| 17:30 UTC+2 |                    |         |                | Stadion: PGW Arena, Lotte Toeschouwers: 4.408 Scheidsrechter: Christian Bandurski (Essen) |
| 17:30 UTC+2 |                    |         |                | Stadion: PGW Arena, Lotte Toeschouwers: 4.408 Scheidsrechter: Christian Bandurski (Essen) |
|             |                    |         |                |                                                                                           |

|             |                              |         |                            | |
| 17:30 UTC+2 | SpVgg Neckarelz              | 1 - 3   | Bayern München             | Stadion: Rhein-Neckar-Arena, Sinsheim Toeschouwers: 30.017 Scheidsrechter: Markus Wingenbach (Diez) |
| 17:30 UTC+2 | H. Throm 80'Fickert 57', 73' | Verslag | Gómez 51' 57' Altintop 82' | Stadion: Rhein-Neckar-Arena, Sinsheim Toeschouwers: 30.017 Scheidsrechter: Markus Wingenbach (Diez) |
| 17:30 UTC+2 |                              |         |                            | Stadion: Rhein-Neckar-Arena, Sinsheim Toeschouwers: 30.017 Scheidsrechter: Markus Wingenbach (Diez) |
| 17:30 UTC+2 |                              |         |                            | Stadion: Rhein-Neckar-Arena, Sinsheim Toeschouwers: 30.017 Scheidsrechter: Markus Wingenbach (Diez) |
|             |                              |         |                            | |

|             |                   |         |                                  | |
| 17:30 UTC+2 | Kickers Offenbach | 0 - 3   | Eintracht Frankfurt              | Stadion: Bieberer Berg, Offenbach am Main Toeschouwers: 24.000 Scheidsrechter: Wolfgang Stark (Ergolding) |
| 17:30 UTC+2 |                   | Verslag | Schwegler 71' Caio 75' Meier 86' | Stadion: Bieberer Berg, Offenbach am Main Toeschouwers: 24.000 Scheidsrechter: Wolfgang Stark (Ergolding) |
| 17:30 UTC+2 |                   |         |                                  | Stadion: Bieberer Berg, Offenbach am Main Toeschouwers: 24.000 Scheidsrechter: Wolfgang Stark (Ergolding) |
| 17:30 UTC+2 |                   |         |                                  | Stadion: Bieberer Berg, Offenbach am Main Toeschouwers: 24.000 Scheidsrechter: Wolfgang Stark (Ergolding) |
|             |                   |         |                                  | |

|       |                                    |         |               |                                                                                             |
| 17:30 | Eintracht Trier                    | 3 - 1   | Hannover 96   | Stadion: Moselstadion, Trier Toeschouwers: 6.000 Scheidsrechter: Markus Schmidt (Stuttgart) |
| 17:30 | Wagner 61' Cinar 65' Senesie 90+1' | Verslag | Rosenthal 40' | Stadion: Moselstadion, Trier Toeschouwers: 6.000 Scheidsrechter: Markus Schmidt (Stuttgart) |
| 17:30 |                                    |         |               | Stadion: Moselstadion, Trier Toeschouwers: 6.000 Scheidsrechter: Markus Schmidt (Stuttgart) |
| 17:30 |                                    |         |               | Stadion: Moselstadion, Trier Toeschouwers: 6.000 Scheidsrechter: Markus Schmidt (Stuttgart) |
|       |                                    |         |               |                                                                                             |

|       |                                                 |                                  |                                        |                                                                                                |
| 20:30 | Fortuna Düsseldorf                              | 3 - 3 (na verlenging) 1 - 4 pen. | Hamburger SV                           | Stadion: ESPRIT Arena, Düsseldorf Toeschouwers: 35.600 Scheidsrechter: Babak Rafati (Hannover) |
| 20:30 | O. Fink 11' J. Boateng 16' (o.g.) Lambertz 120' | Verslag                          | Petrić 6' Trochowski 54' 95'           | Stadion: ESPRIT Arena, Düsseldorf Toeschouwers: 35.600 Scheidsrechter: Babak Rafati (Hannover) |
| 20:30 | Strafschoppen                                   |                                  |                                        | Stadion: ESPRIT Arena, Düsseldorf Toeschouwers: 35.600 Scheidsrechter: Babak Rafati (Hannover) |
| 20:30 | Christ Heidinger Caillas                        |                                  | Zé Roberto Trochowski Mathijsen Jansen | Stadion: ESPRIT Arena, Düsseldorf Toeschouwers: 35.600 Scheidsrechter: Babak Rafati (Hannover) |
|       |                                                 |                                  |                                        |                                                                                                |

## Tweede ronde
De loting vond plaats op 8 augustus 2009. De wedstrijden worden gespeeld op 22 en 23 september 2009
|                          |                                             |                       |                   |                                                                                              |
| 22 september 19:00 UTC+2 | Eintracht Trier                             | 4 – 2 (na verlenging) | Arminia Bielefeld | Stadion: Moselstadion, Trier Toeschouwers: 6.630 Scheidsrechter: Christian Bandurski (Essen) |
| 22 september 19:00 UTC+2 | Senesie 61', 75' (pen.), 120+1' Risser 110' | Report                | Janjić 46', 49'   | Stadion: Moselstadion, Trier Toeschouwers: 6.630 Scheidsrechter: Christian Bandurski (Essen) |
| 22 september 19:00 UTC+2 |                                             |                       |                   | Stadion: Moselstadion, Trier Toeschouwers: 6.630 Scheidsrechter: Christian Bandurski (Essen) |
| 22 september 19:00 UTC+2 |                                             |                       |                   | Stadion: Moselstadion, Trier Toeschouwers: 6.630 Scheidsrechter: Christian Bandurski (Essen) |
|                          |                                             |                       |                   |                                                                                              |

|                          |                |        |                 | |
| 22 september 19:00 UTC+2 | 1. FC Nürnberg | 0 – 1  | 1899 Hoffenheim | Stadion: easyCredit-Stadion, Neurenberg Toeschouwers: 26.041 Scheidsrechter: Manuel Gräfe (Berlijn) |
| 22 september 19:00 UTC+2 |                | Report | Nilsson 35'     | Stadion: easyCredit-Stadion, Neurenberg Toeschouwers: 26.041 Scheidsrechter: Manuel Gräfe (Berlijn) |
| 22 september 19:00 UTC+2 |                |        |                 | Stadion: easyCredit-Stadion, Neurenberg Toeschouwers: 26.041 Scheidsrechter: Manuel Gräfe (Berlijn) |
| 22 september 19:00 UTC+2 |                |        |                 | Stadion: easyCredit-Stadion, Neurenberg Toeschouwers: 26.041 Scheidsrechter: Manuel Gräfe (Berlijn) |
|                          |                |        |                 | |

|                          |                                                   |        |                     |                                                                                             |
| 22 september 19:00 UTC+2 | Bayern München                                    | 5 – 0  | Rot-Weiß Oberhausen | Stadion: Allianz Arena, München Toeschouwers: 42.000 Scheidsrechter: Felix Zwayer (Berlijn) |
| 22 september 19:00 UTC+2 | Lahm 32' Gómez 41' Van Buyten 67', 86' Müller 70' | Report |                     | Stadion: Allianz Arena, München Toeschouwers: 42.000 Scheidsrechter: Felix Zwayer (Berlijn) |
| 22 september 19:00 UTC+2 |                                                   |        |                     | Stadion: Allianz Arena, München Toeschouwers: 42.000 Scheidsrechter: Felix Zwayer (Berlijn) |
| 22 september 19:00 UTC+2 |                                                   |        |                     | Stadion: Allianz Arena, München Toeschouwers: 42.000 Scheidsrechter: Felix Zwayer (Berlijn) |
|                          |                                                   |        |                     |                                                                                             |

|                          |                          |             |                |                                                                                                 |
| 22 september 19:00 UTC+2 | Borussia Mönchengladbach | 0 – 1       | MSV Duisburg   | Stadion: Borussia-Park, Mönchengladbach Toeschouwers: 45.000 Scheidsrechter: Marco Fritz (Korb) |
| 22 september 19:00 UTC+2 |                          | (de) Report | Andersen 90+1' | Stadion: Borussia-Park, Mönchengladbach Toeschouwers: 45.000 Scheidsrechter: Marco Fritz (Korb) |
| 22 september 19:00 UTC+2 |                          |             |                | Stadion: Borussia-Park, Mönchengladbach Toeschouwers: 45.000 Scheidsrechter: Marco Fritz (Korb) |
| 22 september 19:00 UTC+2 |                          |             |                | Stadion: Borussia-Park, Mönchengladbach Toeschouwers: 45.000 Scheidsrechter: Marco Fritz (Korb) |
|                          |                          |             |                |                                                                                                 |

|                          |                  |                       |                                      | |
| 22 september 19:30 UTC+2 | Rot-Weiß Ahlen   | 2 – 3 (na verlenging) | SpVgg Greuther Fürth                 | Stadion: Wersestadion, Ahlen Toeschouwers: 1.896 Scheidsrechter: Christian Dingert (Thallichtenberg) |
| 22 september 19:30 UTC+2 | Tankulić 87' 93' | Report                | Nöthe 61' Mokhtari 98' Müller 120+1' | Stadion: Wersestadion, Ahlen Toeschouwers: 1.896 Scheidsrechter: Christian Dingert (Thallichtenberg) |
| 22 september 19:30 UTC+2 |                  |                       |                                      | Stadion: Wersestadion, Ahlen Toeschouwers: 1.896 Scheidsrechter: Christian Dingert (Thallichtenberg) |
| 22 september 19:30 UTC+2 |                  |                       |                                      | Stadion: Wersestadion, Ahlen Toeschouwers: 1.896 Scheidsrechter: Christian Dingert (Thallichtenberg) |
|                          |                  |                       |                                      | |

|                          |               |        |                           | |
| 22 september 20:30 UTC+2 | Karlsruher SC | 0 – 3  | Borussia Dortmund         | Stadion: Wildparkstadion, Karlsruhe Toeschouwers: 24.864 Scheidsrechter: Robert Hartmann (Ingolstadt) |
| 22 september 20:30 UTC+2 |               | Report | Zidan 2' Barrios 22', 51' | Stadion: Wildparkstadion, Karlsruhe Toeschouwers: 24.864 Scheidsrechter: Robert Hartmann (Ingolstadt) |
| 22 september 20:30 UTC+2 |               |        |                           | Stadion: Wildparkstadion, Karlsruhe Toeschouwers: 24.864 Scheidsrechter: Robert Hartmann (Ingolstadt) |
| 22 september 20:30 UTC+2 |               |        |                           | Stadion: Wildparkstadion, Karlsruhe Toeschouwers: 24.864 Scheidsrechter: Robert Hartmann (Ingolstadt) |
|                          |               |        |                           | |

|                          |            |        |                                              |                                                                                                  |
| 22 september 20:30 UTC+2 | VfL Bochum | 0 – 3  | FC Schalke 04                                | Stadion: rewirpowerSTADION, Bochum Toeschouwers: 29.592 Scheidsrechter: Florian Meyer (Burgdorf) |
| 22 september 20:30 UTC+2 |            | Report | Westermann 10' Altıntop 56' Fuchs 76' (e.d.) | Stadion: rewirpowerSTADION, Bochum Toeschouwers: 29.592 Scheidsrechter: Florian Meyer (Burgdorf) |
| 22 september 20:30 UTC+2 |            |        |                                              | Stadion: rewirpowerSTADION, Bochum Toeschouwers: 29.592 Scheidsrechter: Florian Meyer (Burgdorf) |
| 22 september 20:30 UTC+2 |            |        |                                              | Stadion: rewirpowerSTADION, Bochum Toeschouwers: 29.592 Scheidsrechter: Florian Meyer (Burgdorf) |
|                          |            |        |                                              |                                                                                                  |

|                          |                                              |                       |                      |                                                                                                   |
| 22 september 20:30 UTC+2 | TuS Koblenz                                  | 4 – 2 (na verlenging) | Energie Cottbus      | Stadion: Stadion Oberwerth, Koblenz Toeschouwers: 5.046 Scheidsrechter: Christian Fischer (Hemer) |
| 22 september 20:30 UTC+2 | Stieber 14' Everson 52', 105' Geißler 120+1' | Report                | Jula 9' Sørensen 79' | Stadion: Stadion Oberwerth, Koblenz Toeschouwers: 5.046 Scheidsrechter: Christian Fischer (Hemer) |
| 22 september 20:30 UTC+2 |                                              |                       |                      | Stadion: Stadion Oberwerth, Koblenz Toeschouwers: 5.046 Scheidsrechter: Christian Fischer (Hemer) |
| 22 september 20:30 UTC+2 |                                              |                       |                      | Stadion: Stadion Oberwerth, Koblenz Toeschouwers: 5.046 Scheidsrechter: Christian Fischer (Hemer) |
|                          |                                              |                       |                      |                                                                                                   |

|                          |                                 |                                  |                            |                                                                                                |
| 23 september 19:00 UTC+2 | 1860 München                    | 2 – 2 (na verlenging) 4 – 1 pen. | Hertha BSC                 | Stadion: Allianz Arena, München Toeschouwers: 17.000 Scheidsrechter: Knut Kircher (Rottenburg) |
| 23 september 19:00 UTC+2 | Bengtsson 10' (e.d.) Cooper 50' | (de) Report                      | Ramos 76' Domovchiyski 79' | Stadion: Allianz Arena, München Toeschouwers: 17.000 Scheidsrechter: Knut Kircher (Rottenburg) |
| 23 september 19:00 UTC+2 | Strafschoppen                   |                                  |                            | Stadion: Allianz Arena, München Toeschouwers: 17.000 Scheidsrechter: Knut Kircher (Rottenburg) |
| 23 september 19:00 UTC+2 | Hoffmann Ludwig Mlapa Fehli     |                                  | Kačar Janker Domovchiyski  | Stadion: Allianz Arena, München Toeschouwers: 17.000 Scheidsrechter: Knut Kircher (Rottenburg) |
|                          |                                 |                                  |                            |                                                                                                |

|                          |               |        |             |                                                                            |
| 23 september 19:00 UTC+2 | FC Augsburg   | 1 – 0  | SC Freiburg | Stadion: Impuls Arena, Augsburg Scheidsrechter: Markus Schmidt (Stuttgart) |
| 23 september 19:00 UTC+2 | Brinkmann 64' | Report |             | Stadion: Impuls Arena, Augsburg Scheidsrechter: Markus Schmidt (Stuttgart) |
| 23 september 19:00 UTC+2 |               |        |             | Stadion: Impuls Arena, Augsburg Scheidsrechter: Markus Schmidt (Stuttgart) |
| 23 september 19:00 UTC+2 |               |        |             | Stadion: Impuls Arena, Augsburg Scheidsrechter: Markus Schmidt (Stuttgart) |
|                          |               |        |             |                                                                            |

|                          |                    |        |              |                                                                       |
| 23 september 19:00 UTC+2 | Werder Bremen      | 2 – 1  | FC St. Pauli | Stadion: Weserstadion, Bremen Scheidsrechter: Guido Winkmann (Kerken) |
| 23 september 19:00 UTC+2 | Hunt 28' Naldo 81' | Report | Takyi 74'    | Stadion: Weserstadion, Bremen Scheidsrechter: Guido Winkmann (Kerken) |
| 23 september 19:00 UTC+2 |                    |        |              | Stadion: Weserstadion, Bremen Scheidsrechter: Guido Winkmann (Kerken) |
| 23 september 19:00 UTC+2 |                    |        |              | Stadion: Weserstadion, Bremen Scheidsrechter: Guido Winkmann (Kerken) |
|                          |                    |        |              |                                                                       |

|                          |                                                                            |        |                              | |
| 23 september 19:00 UTC+2 | Eintracht Frankfurt                                                        | 6 – 4  | Alemannia Aachen             | Stadion: Commerzbank-Arena, Frankfurt am Main Toeschouwers: 27.450 Scheidsrechter: Jochen Drees (Münster-Sarmsheim) |
| 23 september 19:00 UTC+2 | Caio 1' Liberopoulos 5', 50' Szukała 45' (e.d.) Meier 53' Teber 89' (pen.) | Report | Gueye 23', 87' Auer 66', 72' | Stadion: Commerzbank-Arena, Frankfurt am Main Toeschouwers: 27.450 Scheidsrechter: Jochen Drees (Münster-Sarmsheim) |
| 23 september 19:00 UTC+2 |                                                                            |        |                              | Stadion: Commerzbank-Arena, Frankfurt am Main Toeschouwers: 27.450 Scheidsrechter: Jochen Drees (Münster-Sarmsheim) |
| 23 september 19:00 UTC+2 |                                                                            |        |                              | Stadion: Commerzbank-Arena, Frankfurt am Main Toeschouwers: 27.450 Scheidsrechter: Jochen Drees (Münster-Sarmsheim) |
|                          |                                                                            |        |                              | |

|                          |                                        |                  |                                               |                                                                                                 |
| 23 september 20:30 UTC+2 | VfL Osnabrück                          | 3 – 3 4 – 2 pen. | Hamburger SV                                  | Stadion: Osnatel-Arena, Osnabrück Toeschouwers: 16.100 Scheidsrechter: Markus Wingenbach (Diez) |
| 23 september 20:30 UTC+2 | Hansen 52' Siegert 67' Grieneisen 116' | Report           | Petrić 77' Trochowski 90+2' (pen.) Demel 100' | Stadion: Osnatel-Arena, Osnabrück Toeschouwers: 16.100 Scheidsrechter: Markus Wingenbach (Diez) |
| 23 september 20:30 UTC+2 | Strafschoppen                          |                  |                                               | Stadion: Osnatel-Arena, Osnabrück Toeschouwers: 16.100 Scheidsrechter: Markus Wingenbach (Diez) |
| 23 september 20:30 UTC+2 | Schmidt Lindemann Nickenig Heidrich    |                  | Tesche Trochowski Elia Petrić                 | Stadion: Osnatel-Arena, Osnabrück Toeschouwers: 16.100 Scheidsrechter: Markus Wingenbach (Diez) |
|                          |                                        |                  |                                               |                                                                                                 |

|                          |            |                       |                                      |                                                                                         |
| 23 september 20:30 UTC+2 | VfB Lübeck | 1 – 3 (na verlenging) | VfB Stuttgart                        | Stadion: Lohmühle, Lübeck Toeschouwers: 16.900 Scheidsrechter: Peter Gagelmann (Bremen) |
| 23 september 20:30 UTC+2 | Henning 6' | Report                | Schieber 77' Khedira 109' Cacau 118' | Stadion: Lohmühle, Lübeck Toeschouwers: 16.900 Scheidsrechter: Peter Gagelmann (Bremen) |
| 23 september 20:30 UTC+2 |            |                       |                                      | Stadion: Lohmühle, Lübeck Toeschouwers: 16.900 Scheidsrechter: Peter Gagelmann (Bremen) |
| 23 september 20:30 UTC+2 |            |                       |                                      | Stadion: Lohmühle, Lübeck Toeschouwers: 16.900 Scheidsrechter: Peter Gagelmann (Bremen) |
|                          |            |                       |                                      |                                                                                         |

|                          |                       |        |                  | |
| 23 september 20:30 UTC+2 | 1. FC Kaiserslautern  | 2 – 1  | Bayer Leverkusen | Stadion: Fritz-Walter-Stadion, Kaiserslautern Toeschouwers: 33.712 Scheidsrechter: Lutz Wagner (Kriftel) |
| 23 september 20:30 UTC+2 | Sam 12' Jendrišek 62' | Report | Gekas 86'        | Stadion: Fritz-Walter-Stadion, Kaiserslautern Toeschouwers: 33.712 Scheidsrechter: Lutz Wagner (Kriftel) |
| 23 september 20:30 UTC+2 |                       |        |                  | Stadion: Fritz-Walter-Stadion, Kaiserslautern Toeschouwers: 33.712 Scheidsrechter: Lutz Wagner (Kriftel) |
| 23 september 20:30 UTC+2 |                       |        |                  | Stadion: Fritz-Walter-Stadion, Kaiserslautern Toeschouwers: 33.712 Scheidsrechter: Lutz Wagner (Kriftel) |
|                          |                       |        |                  | |

|                          |                            |         |                       | |
| 23 september 20:30 UTC+2 | 1. FC Köln                 | 3 – 2   | VfL Wolfsburg         | Stadion: RheinEnergieStadion, Keulen Toeschouwers: 31.500 Scheidsrechter: Wolfgang Stark (Ergolding) |
| 23 september 20:30 UTC+2 | Ishiaku 22', 32' Freis 65' | Verslag | Džeko 54' Riether 66' | Stadion: RheinEnergieStadion, Keulen Toeschouwers: 31.500 Scheidsrechter: Wolfgang Stark (Ergolding) |
| 23 september 20:30 UTC+2 |                            |         |                       | Stadion: RheinEnergieStadion, Keulen Toeschouwers: 31.500 Scheidsrechter: Wolfgang Stark (Ergolding) |
| 23 september 20:30 UTC+2 |                            |         |                       | Stadion: RheinEnergieStadion, Keulen Toeschouwers: 31.500 Scheidsrechter: Wolfgang Stark (Ergolding) |
|                          |                            |         |                       | |

## Derde ronde
|                        |                      |        |               |                                                                                                |
| 27 oktober 19:00 UTC+1 | SpVgg Greuther Fürth | 1 – 0  | VfB Stuttgart | Stadion: Playmobil-Stadion, Fürth Toeschouwers: 10.800 Scheidsrechter: Babak Rafati (Hannover) |
| 27 oktober 19:00 UTC+1 | Bernd Nehrig 32'     | Report |               | Stadion: Playmobil-Stadion, Fürth Toeschouwers: 10.800 Scheidsrechter: Babak Rafati (Hannover) |
| 27 oktober 19:00 UTC+1 |                      |        |               | Stadion: Playmobil-Stadion, Fürth Toeschouwers: 10.800 Scheidsrechter: Babak Rafati (Hannover) |
| 27 oktober 19:00 UTC+1 |                      |        |               | Stadion: Playmobil-Stadion, Fürth Toeschouwers: 10.800 Scheidsrechter: Babak Rafati (Hannover) |
|                        |                      |        |               |                                                                                                |

|                        |                 |        |                                                        |                                                                                      |
| 27 oktober 19:00 UTC+1 | Eintracht Trier | 0 – 3  | 1. FC Köln                                             | Stadion: Moselstadion, Trier Toeschouwers: 10.800 Scheidsrechter: Marco Fritz (Korb) |
| 27 oktober 19:00 UTC+1 |                 | Report | 25' Milivoje Novaković 29' Youssef Mohamad 52' Maniche | Stadion: Moselstadion, Trier Toeschouwers: 10.800 Scheidsrechter: Marco Fritz (Korb) |
| 27 oktober 19:00 UTC+1 |                 |        |                                                        | Stadion: Moselstadion, Trier Toeschouwers: 10.800 Scheidsrechter: Marco Fritz (Korb) |
| 27 oktober 19:00 UTC+1 |                 |        |                                                        | Stadion: Moselstadion, Trier Toeschouwers: 10.800 Scheidsrechter: Marco Fritz (Korb) |
|                        |                 |        |                                                        |                                                                                      |

|                        |                                               |        |                                    |                                                                                                |
| 27 oktober 20:30 UTC+1 | VfL Osnabrück                                 | 3 – 2  | Borussia Dortmund                  | Stadion: Osnatel-Arena, Osnabrück Toeschouwers: 16.250 Scheidsrechter: Guido Winkmann (Kerken) |
| 27 oktober 20:30 UTC+1 | Angelo Barletta 37', 42' Benjamin Siegert 69' | Report | 55' Nuri Şahin 90+6' Lucas Barrios | Stadion: Osnatel-Arena, Osnabrück Toeschouwers: 16.250 Scheidsrechter: Guido Winkmann (Kerken) |
| 27 oktober 20:30 UTC+1 |                                               |        |                                    | Stadion: Osnatel-Arena, Osnabrück Toeschouwers: 16.250 Scheidsrechter: Guido Winkmann (Kerken) |
| 27 oktober 20:30 UTC+1 |                                               |        |                                    | Stadion: Osnatel-Arena, Osnabrück Toeschouwers: 16.250 Scheidsrechter: Guido Winkmann (Kerken) |
|                        |                                               |        |                                    |                                                                                                |

|                        |                                                                                            |        |              |                                                                                                |
| 27 oktober 20:30 UTC+1 | FC Augsburg                                                                                | 5 – 0  | MSV Duisburg | Stadion: Impuls Arena, Augsburg Toeschouwers: 12.203 Scheidsrechter: Knut Kircher (Rottenburg) |
| 27 oktober 20:30 UTC+1 | Søren Larsen 45+1' Michael Thurk 46' Uwe Möhrle 55' Sandor Torghelle 74' Marcel Ndjeng 76' | Report | 51' Caiuby   | Stadion: Impuls Arena, Augsburg Toeschouwers: 12.203 Scheidsrechter: Knut Kircher (Rottenburg) |
| 27 oktober 20:30 UTC+1 |                                                                                            |        |              | Stadion: Impuls Arena, Augsburg Toeschouwers: 12.203 Scheidsrechter: Knut Kircher (Rottenburg) |
| 27 oktober 20:30 UTC+1 |                                                                                            |        |              | Stadion: Impuls Arena, Augsburg Toeschouwers: 12.203 Scheidsrechter: Knut Kircher (Rottenburg) |
|                        |                                                                                            |        |              |                                                                                                |

|                        |              |        |                                       |                                                                                                 |
| 28 oktober 19:00 UTC+1 | 1860 München | 0 – 3  | FC Schalke 04                         | Stadion: Allianz Arena, München Toeschouwers: 28.500 Scheidsrechter: Markus Schmidt (Stuttgart) |
| 28 oktober 19:00 UTC+1 |              | Report | 41' Rafinha 48', 81' Benedikt Höwedes | Stadion: Allianz Arena, München Toeschouwers: 28.500 Scheidsrechter: Markus Schmidt (Stuttgart) |
| 28 oktober 19:00 UTC+1 |              |        |                                       | Stadion: Allianz Arena, München Toeschouwers: 28.500 Scheidsrechter: Markus Schmidt (Stuttgart) |
| 28 oktober 19:00 UTC+1 |              |        |                                       | Stadion: Allianz Arena, München Toeschouwers: 28.500 Scheidsrechter: Markus Schmidt (Stuttgart) |
|                        |              |        |                                       |                                                                                                 |

|                        |                                                      |        |                      |                                                                                               |
| 28 oktober 19:00 UTC+1 | Werder Bremen                                        | 3 – 0  | 1. FC Kaiserslautern | Stadion: Weserstadion, Bremen Toeschouwers: 26.094 Scheidsrechter: Deniz Aytekin (Oberasbach) |
| 28 oktober 19:00 UTC+1 | Petri Pasanen 28' Tim Borowski 39' Torsten Oehrl 76' | Report |                      | Stadion: Weserstadion, Bremen Toeschouwers: 26.094 Scheidsrechter: Deniz Aytekin (Oberasbach) |
| 28 oktober 19:00 UTC+1 |                                                      |        |                      | Stadion: Weserstadion, Bremen Toeschouwers: 26.094 Scheidsrechter: Deniz Aytekin (Oberasbach) |
| 28 oktober 19:00 UTC+1 |                                                      |        |                      | Stadion: Weserstadion, Bremen Toeschouwers: 26.094 Scheidsrechter: Deniz Aytekin (Oberasbach) |
|                        |                                                      |        |                      |                                                                                               |

|                        |                                                                         |        |             |                                                                                                  |
| 28 oktober 20:30 UTC+1 | TSG 1899 Hoffenheim                                                     | 4 – 0  | TuS Koblenz | Stadion: Rhein-Neckar-Arena, Sinsheim Toeschouwers: 18.050 Scheidsrechter: Günter Perl (Pullach) |
| 28 oktober 20:30 UTC+1 | Sejad Salihović 50' Vedad Ibišević 67' Maicosuel 71' Marvin Compper 90' | Report |             | Stadion: Rhein-Neckar-Arena, Sinsheim Toeschouwers: 18.050 Scheidsrechter: Günter Perl (Pullach) |
| 28 oktober 20:30 UTC+1 |                                                                         |        |             | Stadion: Rhein-Neckar-Arena, Sinsheim Toeschouwers: 18.050 Scheidsrechter: Günter Perl (Pullach) |
| 28 oktober 20:30 UTC+1 |                                                                         |        |             | Stadion: Rhein-Neckar-Arena, Sinsheim Toeschouwers: 18.050 Scheidsrechter: Günter Perl (Pullach) |
|                        |                                                                         |        |             |                                                                                                  |

|                        |                     |         |                                                         | |
| 28 oktober 20:30 UTC+1 | Eintracht Frankfurt | 0 – 4   | Bayern München                                          | Stadion: Commerzbank-Arena, Frankfurt am Main Toeschouwers: 51.500 Scheidsrechter: Thorsten Kinhöfer (Herne) |
| 28 oktober 20:30 UTC+1 |                     | Verslag | 14', 19' Miroslav Klose 29' Thomas Müller 52' Luca Toni | Stadion: Commerzbank-Arena, Frankfurt am Main Toeschouwers: 51.500 Scheidsrechter: Thorsten Kinhöfer (Herne) |
| 28 oktober 20:30 UTC+1 |                     |         |                                                         | Stadion: Commerzbank-Arena, Frankfurt am Main Toeschouwers: 51.500 Scheidsrechter: Thorsten Kinhöfer (Herne) |
| 28 oktober 20:30 UTC+1 |                     |         |                                                         | Stadion: Commerzbank-Arena, Frankfurt am Main Toeschouwers: 51.500 Scheidsrechter: Thorsten Kinhöfer (Herne) |
|                        |                     |         |                                                         | |

## Kwartfinale
De loting vond plaats op 1 november 2009. De wedstrijden worden gespeeld op 9 en 10 februari 2010
|                      |                            |       |                  |                                                                        |
| 9 februari 20:30 uur | Werder Bremen              | 2 – 1 | 1899 Hoffenheim  | Weserstadion, Bremen Toeschouwers: 25.000 Scheidsrechter: Peter Sippel |
| 9 februari 20:30 uur | Naldo 27' Hugo Almeida 76' |       | 73' Prince Tagoe | Weserstadion, Bremen Toeschouwers: 25.000 Scheidsrechter: Peter Sippel |

|                       | |       |                                        |                                                                            |
| 10 februari 19:00 uur | Bayern München | 6 – 2 | SpVgg Greuther Fürth                   | Allianz Arena, München Toeschouwers: 53.500 Scheidsrechter: Michael Weiner |
| 10 februari 19:00 uur | Thomas Müller 5' Arjen Robben 58' (pen.) Franck Ribéry 61' Philipp Lahm 65' Thomas Müller 82' Sami Allagui 89' (e.d.) |       | 10' Christopher Nöthe 40' Sami Allagui | Allianz Arena, München Toeschouwers: 53.500 Scheidsrechter: Michael Weiner |

|                       |               |                   |               |                                                                            |
| 10 februari 20:30 uur | VfL Osnabrück | 0 – 1             | FC Schalke 04 | Osnatel-Arena, Osnabrück Toeschouwers: 16.130 Scheidsrechter: Manuel Gräfe |
| 10 februari 20:30 uur |               | 59' Kevin Kurányi |               | Osnatel-Arena, Osnabrück Toeschouwers: 16.130 Scheidsrechter: Manuel Gräfe |

|                       |                                   |       |            |                                                                               |
| 10 februari 19:00 uur | FC Augsburg                       | 2 – 0 | 1. FC Köln | Impuls Arena, Augsburg Toeschouwers: 30.660 Scheidsrechter: Thorsten Kinhöfer |
| 10 februari 19:00 uur | Michael Thurk 3' Nando Rafael 86' |       |            | Impuls Arena, Augsburg Toeschouwers: 30.660 Scheidsrechter: Thorsten Kinhöfer |

## Halve finale
|                    |                                     |       |             |                                                                        |
| 23 maart 20:30 uur | Werder Bremen                       | 2 – 0 | FC Augsburg | Weserstadion, Bremen Toeschouwers: 30.000 Scheidsrechter: Manuel Gräfe |
| 23 maart 20:30 uur | Marko Marin 30' Claudio Pizarro 84' |       |             | Weserstadion, Bremen Toeschouwers: 30.000 Scheidsrechter: Manuel Gräfe |

|                    |               |                   |                |                                                                                |
| 24 maart 20:30 uur | FC Schalke 04 | 0 – 1 (nv)        | Bayern München | Veltins Arena, Gelsenkirchen Toeschouwers: 61.673 Scheidsrechter: Knut Kircher |
| 24 maart 20:30 uur |               | 112' Arjen Robben |                | Veltins Arena, Gelsenkirchen Toeschouwers: 61.673 Scheidsrechter: Knut Kircher |

## Finale
|                  |               |                                                                              |                |                                                                                |
| 15 mei 20:00 uur | Werder Bremen | 0 – 4                                                                        | Bayern München | Olympiastadion, Berlijn Toeschouwers: 75.420 Scheidsrechter: Thorsten Kinhöfer |
| 15 mei 20:00 uur |               | 35' Arjen Robben 51' Ivica Olić 63' Franck Ribéry 83' Bastian Schweinsteiger |                | Olympiastadion, Berlijn Toeschouwers: 75.420 Scheidsrechter: Thorsten Kinhöfer |